# 斯梅尔梅尼勒
斯梅尔梅尼勒（法語：Smermesnil，法語發音：[smɛʁmenil]）是法国滨海塞纳省的一个市镇，属于迪耶普区。

## 地理
斯梅尔梅尼勒（49°50'30"N, 1°28'22"E）面积12.81 平方千米，位于法国诺曼底大区滨海塞纳省，该省份为法国北部沿海省份，其西部及北部濒大西洋英吉利海峡，东起顺时针与索姆省、瓦兹省、厄尔省和卡爾瓦多斯省接壤。
与斯梅尔梅尼勒接壤的市镇（或旧市镇、城区）包括：巴约勒-讷维尔、卡朗日维尔、克莱、普勒斯维尔、皮桑瓦勒、圣皮埃尔-德容基耶尔。

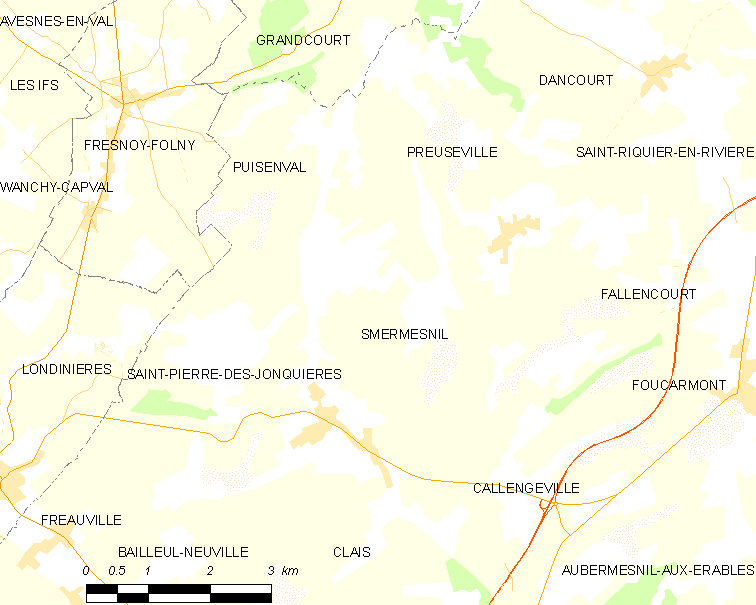
斯梅尔梅尼勒的OSM定位图

斯梅尔梅尼勒的时区为UTC+01:00、UTC+02:00（夏令时）。

## 行政
斯梅尔梅尼勒的邮政编码为76660，INSEE市镇编码为76677。

## 政治
斯梅尔梅尼勒所属的省级选区为布赖地区讷沙泰勒县。

## 人口

1962-2008年间斯梅尔梅尼勒人口变化图示

斯梅尔梅尼勒于2022年1月1日时的人口数量为364人。